# 60 metros
Os 60 metros são uma prova de velocidade no atletismo.
É a menor prova praticada por atletas de alta competição. Presentemente a prova só é disputada em pista coberta. Nos Jogos Olímpicos de Verão de 1900 e de 1904 realizou-se esta corrida, mas nas edições seguintes foi retirada do programa olímpico. Os recordes pertencem ao americano Maurice Greene com 6,39s e à russa Irina Privalova com 6,92s.

## Melhores marcas

### Homens
(Dados de 20 de fevereiro de 2012)
| Nº  | Tempo | Atleta              | Nacionalidade  | Data                    | Local            |
| --- | ----- | ------------------- | -------------- | ----------------------- | ---------------- |
| 1.  | 6.39  | Maurice Greene      | Estados Unidos | 3 de fevereiro de 1998  | Madri            |
| 2.  | 6.41  | Andre Cason         | Estados Unidos | 14 de fevereiro de 1992 | Madri            |
| 3.  | 6.42  | Dwain Chambers      | Reino Unido    | 7 de março de 2009      | Torino           |
| 4.  | 6.43  | Tim Harden          | Estados Unidos | 7 de março de 1999      | Maebashi         |
| 5.  | 6.45  | Bruny Surin         | Canadá         | 13 de fevereiro de 1993 | Liévin           |
| 5.  | 6.45  | Leonard Myles-Mills | Gana           | 20 de fevereiro de 1999 | Colorado Springs |
| 5.  | 6.45  | Terrence Trammell   | Estados Unidos | 17 de fevereiro de 2001 | Pocatello        |
| 5.  | 6.45  | Justin Gatlin       | Estados Unidos | 1 de março de 2003      | Boston           |
| 5.  | 6.45  | Ronald Pognon       | França         | 13 de fevereiro de 2005 | Karlsruhe        |
| 10. | 6.46  | Jon Drummond        | Estados Unidos | 1 de fevereiro de 1998  | Stuttgart        |
| 10. | 6.46  | Marcus Brunson      | Estados Unidos | 30 de janeiro de 1999   | Flagstaff        |
| 10. | 6.46  | Jason Gardener      | Reino Unido    | 7 de março de 1999      | Maebashi         |
| 10. | 6.46  | Tim Montgomery      | Estados Unidos | 11 de março de 2001     | Lisboa           |
| 10. | 6.46  | Leonard Scott       | Estados Unidos | 26 de fevereiro de 2005 | Liévin           |

### Mulheres
(Dados de 20 de fevereiro de 2013)
| Nº | Tempo | Atleta                  | Nacionalidade            | Data                    | Local      | Ref.  |
| -- | ----- | ----------------------- | ------------------------ | ----------------------- | ---------- | ----- |
| 1  | 6.92  | Irina Privalova         | Rússia                   | 11 de Fevereiro de 1993 | Madrid     |       |
| 2  | 6.95  | Gail Devers             | Estados Unidos           | 12 de Março de 1993     | Toronto    |       |
| 2  | 6.95  | Marion Jones            | Estados Unidos           | 7 de Março de 1998      | Maebashi   |       |
| 4  | 6.96  | Merlene Ottey           | Jamaica                  | 14 de Fevereiro de 1992 | Madrid     |       |
| 4  | 6.96  | Ekaterini Thanou        | Grécia                   | 7 de Março de 1999      | Maebashi   |       |
| 6  | 6.97  | Laverne Jones-Ferrette  | Ilhas Virgens Americanas | 6 de Fevereiro de 2010  | Stuttgart  |       |
| 7  | 6.99  | Murielle Ahoure         | Costa do Marfim          | 16 de Fevereiro de 2013 | Birmingham | [ 3 ] |
| 8  | 7.00  | Nelli Cooman            | Países Baixos            | 23 de Fevereiro de 1986 | Madrid     |       |
| 8  | 7.00  | Veronica Campbell-Brown | Jamaica                  | 14 de Março de 2010     | Doha       |       |
| 10 | 7.01  | Savatheda Fynes         | Bahamas                  | 7 de Março de 1999      | Maebashi   |       |
| 10 | 7.01  | Me'Lisa Barber          | Estados Unidos           | 10 de Março de 2006     | Moscovo    |       |
| 10 | 7.01  | Lauryn Williams         | Estados Unidos           | 10 de Março de 2006     | Moscovo    |       |